# Lord's (metropolitana di Londra)
Lord's è stata una stazione fantasma della linea Metropolitan, nella metropolitana di Londra, situata fra le odierne stazioni di Baker Street e Finchley Road.

## Storia
La stazione aprì il 13 aprile 1868 con il nome di St. John's Wood Road sulla Metropolitan & St. John's Wood Railway, la prima estensione verso nord della Metropolitan Railway (oggi linea Metropolitan). Fu ribattezzata St John's Wood il 1º aprile 1925 e assunse il nome definitivo di Lord's l'11 giugno 1939. Il nome della stazione si riferisce al vicino Lord's Cricket Ground. La stazione era collocata all'incrocio fra St.John's Wood Road, Wellington Road e Park Road.
L'edificio originale aveva spazi ristretti che presentavano problemi di sovraffollamento in occasione degli incontri di cricket al Lord's Cricket Ground. Fra il 1924 e il 1925 la stazione fu quindi demolita e ricostruita, con un edificio situato al di sopra delle piattaforme con una copertura in cemento armato.

## Chiusura
Verso la metà degli anni trenta la Metropolitan Line soffriva di congestione, soprattutto nel tratto meridionale della linea, dove le diverse diramazioni condividevano il collo di bottiglia del tratto fra Baker Street e Finchley Road. Per combattere la congestione venne costruito un tunnel di profondità che collegava direttamente Finchley Road con le piattaforme di Baker Street della linea Bakerloo. Il 20 novembre 1939 tutta la diramazione verso Stanmore iniziò a essere servita dalla Bakerloo, che aprì la nuova stazione di St. John's Wood situata tra Baker Street e Finchley Road. La stazione di Lord's, che già era poco usata (dal 1º ottobre 1929 era aperta solo dalle 9:30 alle 17:00) venne chiusa il 19 novembre 1939, insieme alla vicina stazione di Marlborough Road. In un primo tempo si era pensato di mantenerla in funzione per utilizzarla solo in occasione di incontri di cartello nel vicino stadio di cricket, ma lo scoppio della guerra portò all'abbandono di questo progetto e la chiusura divenne definitiva.
La struttura di superficie sopravvisse fino al 1969, anno in cui venne demolita. Il sito è ora occupato da un albergo.